# Anna Hübler
Anna Hübler (2 gennaio 1885 – 5 luglio 1976) è stata una pattinatrice artistica su ghiaccio tedesca.

## Palmarès
(coppie con Heinrich Burger)
| Evento              | 1907 | 1908 | 1909 | 1910 |
| ------------------- | ---- | ---- | ---- | ---- |
| Giochi olimpici     |      | 1°   |      |      |
| Campionati mondiali |      | 1°   |      | 1°   |
| Campionati tedeschi | 1°   |      | 1°   |      |